# Елизавета (пароход, 1815)
«Елизавета» (также «Первый пароход Берда») — первый русский пароход, построенный на заводе Берда.

## Описание парохода
Пароход с деревянным корпусом, сделанным из тихвинской барки длиной 18,3 метра, шириной 4,57 метра и осадкой 0,61 метра. На пароходе была установлена балансирная паровая машина мощностью 4 номинальных лошадиных силы, которая позволяла судну развивать скорость до 5,8 узлов. В качестве движителей на пароходе использовались 2 бортовых гребных колеса диаметром 2,4 метра, оснащенных по 6 лопастей каждое. Установленная на пароходе железная труба высотой 7,62 метра и диаметром около 0,305 метра, которая при попутном ветре могла служить мачтой для постановки на ней паруса. Нижняя часть тубы была сложена из кирпича. На судне был установлен простой руль, который обеспечивал достаточно легкое управление им.
Паровая машина и однотопочный паровой котел, в качестве топлива для которого использовались дрова, располагались в трюме в средней части судна. Также там был установлен насос, подававший забортную воду для питания котла. На корме парохода находились скамьи для пассажиров, над которыми была натянута крыша из парусины.
Пароход строился для «во-первых, для перевоза на нем людей и товаров через реки и заливы, а, во-вторых, для буксирования других судов».

## История службы
Пароход «Елизавета» был заложен и спущен в Санкт-Петербурге на заводе Берда в 1815 году. После спуска на воду пароход почти ежедневно совершал плавания по Неве и был доступен для публичного осмотра. 2 (14) сентября пароход демонстрировался императрице в круглом бассейне напротив Таврического дворца.
3 (15) ноября в 6 часов 55 минут пароход вышел из Санкт-Петербурга в свой первый рейс в Кронштадт. «Елизавета» отошла от стенки завода Берда и, пройдя в 7 часов Санкт-Петербургскую брандвахту, со средней скоростью в 5 узлов взяла курс на Кронштадт, куда прибыла в 10 часов 15 минут, затратив на переход таким образом 3 часа 15 минут. По прибытии пароход вызвал большой интерес у жителей и был продемонстрирован как главному командиру Кронштадтского
порта и должностным лицам города, так и простым жителям.
Для удовлетворения любопытства собравшихся зрителей пароход сделал несколько небольших разъездов, обогнув несколько раз стоявший между Кронштадтом и гаванью брантвахтный фрегат. Помимо этого главный командир Кронштадтского порта решил испытать скорость парохода сравнительно со своим катером, славившимся по легкости хода самым быстрым в Кронштадте. Катер шел на гребном ходу в некотором отдалении от судна, при этом при обычной гребле катер отставал от парохода, но при гребле в полную силу скорость катера равнялась со скоростью парохода, а иногда несколько превосходила ее и катер мог ходу пристать к пароходу.
В тот же день в 13 часов 15 минут пароход покинул Кронштадт и, пройдя через 15 минут мимо угла военной гавани, взял курс на Санкт-Петербург. Во время обратного рейса поднялся свежий ветер, и из-за качки ряд пассажиров пережил приступ морской болезни. Однако даже в неспокойную погоду пароход шёл со средней скоростью 3,5 узлов. В 18 часов 52 минуты пароход прошёл Санкт-Петербургскую брандвахту и прибыл в город, затратив таким образом на обратный рейс 5 часов 22 минуты.
После первого плавания в апреле каждого года в «Санкт-Петербургских Ведомостях» публиковались объявления о плаваниях парохода:

Судно, называемое пароход, по вскрытии водяной коммуникации, будет отправляться ежедневно в 9 часов из Санкт-Петербурга в Кронштадт, а оттуда обратно в 5 часов.— 
Правила проезда и поведения на борту парохода выглядели следующим образом:

1. Никто из пассажиров, какого бы он звания и чина ни был, не должен вмешиваться в распоряжение пароходом, в управление машинами, также заводить споры с кем-либо из людей, к пароходам принадлежавших, и тем менее бить их или давать горячие напитки, ибо чрез это пароходы могут подвернуться опасности, а с тем вместе и пассажиры.
2. Вход на пароход и выход с него не иначе дозволяется, как по отдаче билета.
3. Желающие ехать на пароходах, должны входить на оные прежде отвала от пристани, ибо невозможно приставать к пароходам в полном их ходе, а потому сим и подтверждается, не подъезжать к ним, пока не будет остановлено действие машины.
4. Так как во время плавания от принятия на пароход и снятия с него пассажиров происходит остановка и пустая трата дров, то без изъятия каждый пассажир после отвала или сходящий с парохода до прибытия на место платит за проезд 10 руб.
5. За проезд платится в одну сторону 5 руб. или 2 руб., но за какую из цен сих может ехать отъезжающий зависит единственно от выдающего билеты, которому предоставлено принимать на пароходы и без платы таковых, которые явно не в состоянии платить 2 руб.
6. Табак возбраняется курить в каюте, но позволяется на палубе.
7. Кто однажды окажется нарушившим сии правила, тому на будущее время вправе отказать в билете для проезда выдающий билеты.
8. Люди, принадлежащие к пароходам, обязаны быть благопристойными, услужливыми и делать пассажирам всякое пособие в приеме на суда и снятии с оных багажа, однако ж быв заняты своей должностью, за целость вещей они не могут ответствовать, но всякий пассажир за багажом своим должен иметь собственное смотрение.
9. Если же люди, принадлежащие пароходам, причинят кому-нибудь из пассажиров какое-либо неудовольствие, то по приношении жалобы будет сделано обиженному в Санкт-Петербурге полное удовлетворение.— 

### Комментарии
1. ↑  Диаметр бассейна составлял не более 85 метров[1].